# John Ratzenberger
John Ratzenberger, född 6 april 1947 i Bridgeport, Connecticut, är en amerikansk skådespelare. Ratzenberger är känd för rollen som ”Cliff Clavin” i komediserien Skål.
Sedan mitten av 1990-talet har Ratzenberger främst varit verksam som röstskådespelare och har lånat ut sin röst i alla Pixar Animation Studios animerade filmer. I dessa har han främst varit röst för flera uppskattade bifigurer som exempelvis cirkusdirektören "Loppan" i Ett småkryps liv, spargrisen "Hamm" i Toy Story-filmerna och "Fiskstimmet" i Hitta Nemo.

## Filmografi i urval
- 1978 – Atlantis
- 1979 – I skuggan av ett krig
- 1981 – Outland
- 1982–1993 – Skål (TV-serie) (även regi av 4 avsnitt)
- 1982 – Gandhi
- 1994 – Simpsons, avsnitt Fear of Flying (gäströst i TV-serie)
- 1995 – Toy Story (röst)
- 1997 – Katten också
- 1998 – Ett småkryps liv (röst)
- 1999 – Toy Story 2 (röst)
- 2001 – That '70s Show, avsnitt Holy Craps (gästroll i TV-serie)
- 2001 – Monsters, Inc. (röst)
- 2002 – Spirited Away (röst)
- 2003 – Hitta Nemo (röst)
- 2004 – Superhjältarna (röst)
- 2006 – Bilar (röst)
- 2007 – Råttatouille (röst)
- 2008 – Wall-E (röst)
- 2009 – Upp (röst)
- 2010 – Toy Story 3 (röst)
- 2011 – Bilar 2 (röst)
- 2012 – Modig (röst)
- 2013 – Monsters University (röst)
- 2013 – Flygplan (röst)
- 2014 – Simpsons, avsnitt Bart's Comet (gäströst i TV-serie)
- 2015 – Insidan ut (röst)
- 2015 – Den gode dinosaurien (röst)
- 2016 – Hitta Doris (röst)
- 2017 – Bilar 3 (röst)
- 2017 – Coco (röst)
- 2018 – Superhjältarna 2 (röst)
- 2019 – Toy Story 4 (röst)